# Liège-Bastogne-Liège 1974
La 60e édition de Liège-Bastogne-Liège a eu lieu le 21 avril 1974 et a été remportée par le Belge Georges Pintens.
Cette soixantième édition de la Doyenne a été marquée par le déclassement de trois coureurs du top 10 à la suite d'un contrôle antidopage. Il s'agit de Ronald De Witte arrivé premier, Wilfried David cinquième et Raymond Delisle septième. Georges Pintens est dès lors déclaré vainqueur devant Walter Planckaert et la troisième place n'est pas attribuée.

## Classement
| n° | Coureur           | Équipe    | Temps           |
| -- | ----------------- | --------- | --------------- |
| DQ | Ronald De Witte   | Carpenter | 6 h 23 min 00 s |
| 1  | Georges Pintens   | MIC       | 6 h 23 min 00 s |
| 2  | Walter Planckaert | Watney    | à 2 min 00 s    |
| 3  | non attribuée     |           |                 |
| 4  | Wladimiro Panizza | Brooklyn  | m.t.            |
| 5  | Wilfried David    | Carpenter | m.t.            |
| 6  | Ronny Van Marcke  | MIC       | m.t.            |
| 7  | Raymond Delisle   | Peugeot   | m.t.            |
| 8  | Ferdinand Bracke  | Watney    | m.t.            |
| 9  | Freddy Maertens   | Carpenter | à 5 min 53 s    |
| 10 | Frans Verbeeck    | Watney    | m.t.            |